# Haubenhühner
Haubenhühner sind eine Sonderform der domestizierten Hühner, die sich durch ein hauben- oder kugelförmiges Wachstum des Kalottengefieders kennzeichnen. Haubenhühnern sind nur schwer abzugrenzen von Hühnern mit nur leicht abstehendem Kopfgefieder, den Schopfhühnern.

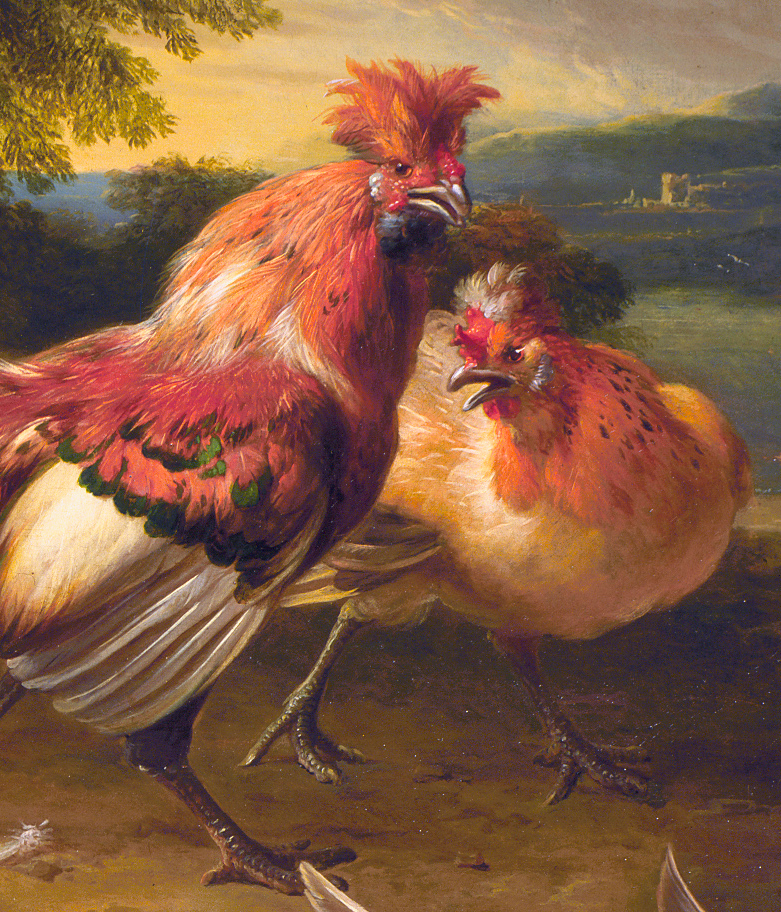
Historische Abbildung des Niederländers d’Hondecoeter

## Geschichte und Vorkommen
Ausgrabungen in England belegen die Präsenz von Haubenhühnern bereits zur Zeit des römischen Reiches. Die ersten Haubenhühner wurden dargestellt auf holländischen Gemälden im 17. Jahrhundert. Seitdem gehören Haubenhühner zu den bekanntesten Zierhühnern in West-Europa. Nach dem Aufkommen der Rassegeflügelzucht im 19. Jahrhundert wurden mehrere Haubenhühnerrassen bekannt. Ursprüngliche Haubenhühner werden gefunden in den Niederlanden, Nord-West-Frankreich, Italien, Polen, Deutschland, Russland und im westlichen Balkan. Völlig unabhängig von diesen Rassen kommen Haubenhühner auch in unselektierten Beständen in Afrika vor.

## Genetik
Die Haubenbildung wird verursacht durch die Mutation Crest (Cr). Diese vererbt inkomplett autosomal dominant. Das bedeutet, dass sowohl reinerbige Tiere als auch spalterbige Tiere die Haube zeigen, allerdings ausgeprägter bei den reinerbigen. Die Mutation liegt auf der Kopplungsgruppe E22C19W28.

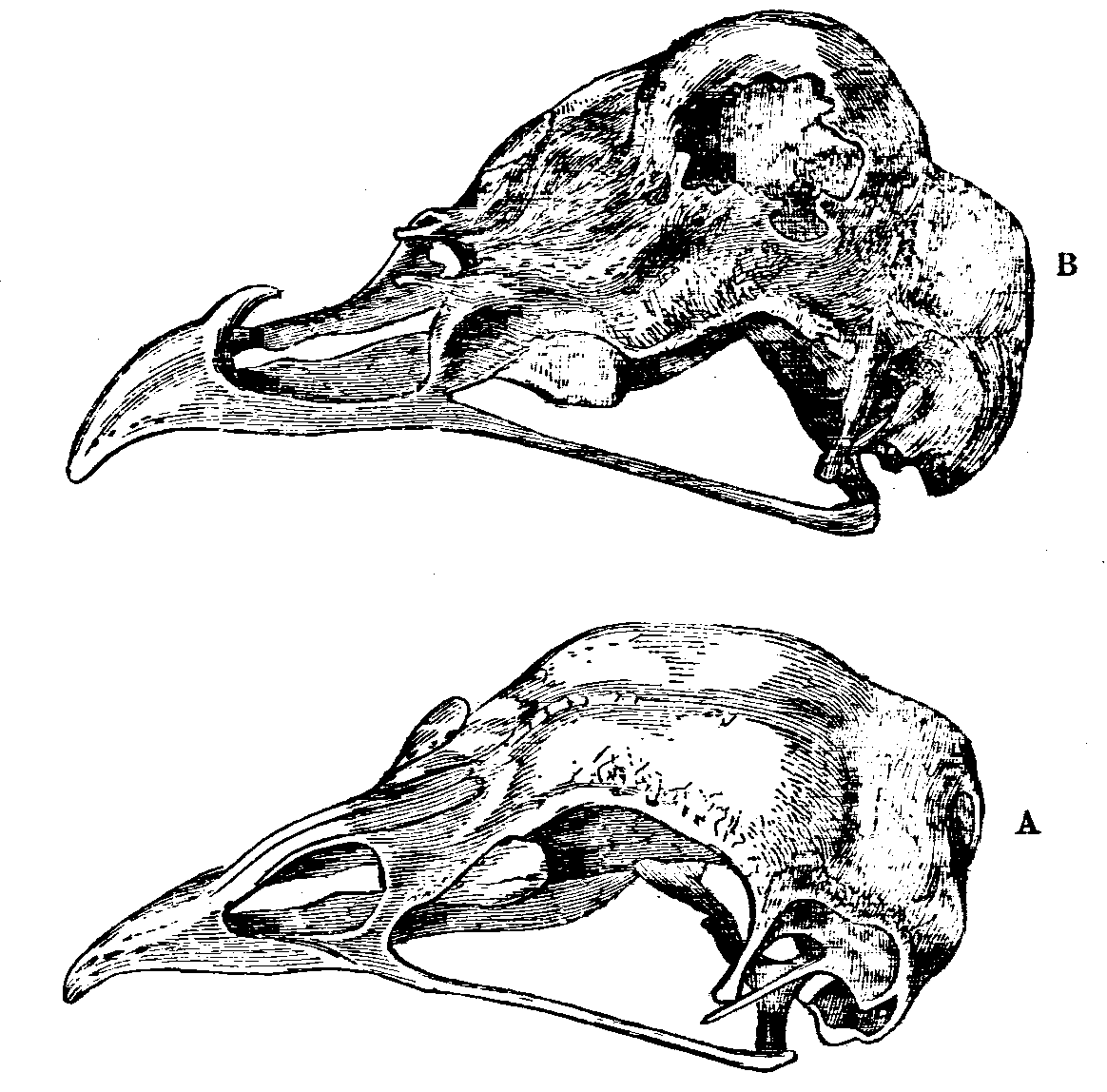
Schädelform eines Haubenhuhns (B) und eines Bankivahuhns (A)

## Protuberanz
Die kugelförmige Haube der wahren Haubenhühner, wie z. B. das Holländer Haubenhuhn, wird verursacht durch eine Vorwölbung des Schädels, der "Protuberanz" (oder "Haubenknauf"). Neurobiologische Forschungen ergaben, dass diese Malformation zu einer Veränderung der Hirnanatomie führt, die jedoch ohne funktionelle Relevanz ist.

## Haubenhühner und Schopfhühner

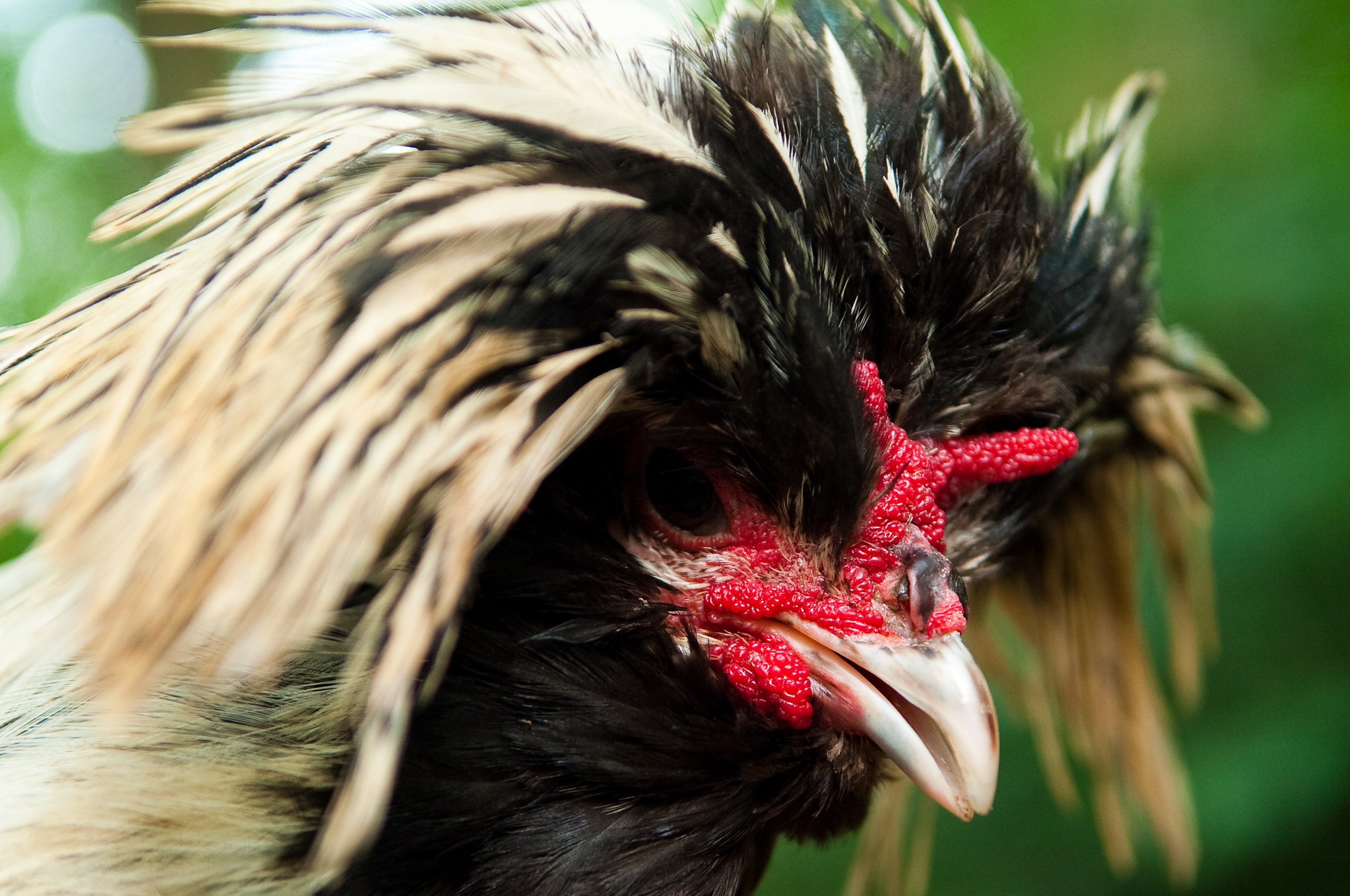
Holländer Haubenhuhn

- Annaberger Haubenstrupphuhn
- Appenzeller Spitzhaube
- Brabanter
- Breda oder Kraaikop
- Burmahuhn
- Crève Coeur
- Eulenbart

- Holländer Haubenhuhn
- Houdan
- Kosovo-Kräher
- Paduaner
- Pavlovhuhn oder Pawlowskaja
- Posawien-Haubenhuhn
- Sultanhuhn
- Ukrainisches Haubenhuhn